# Saint-Charles International
Pour l’article homonyme, voir Saint-Charles.

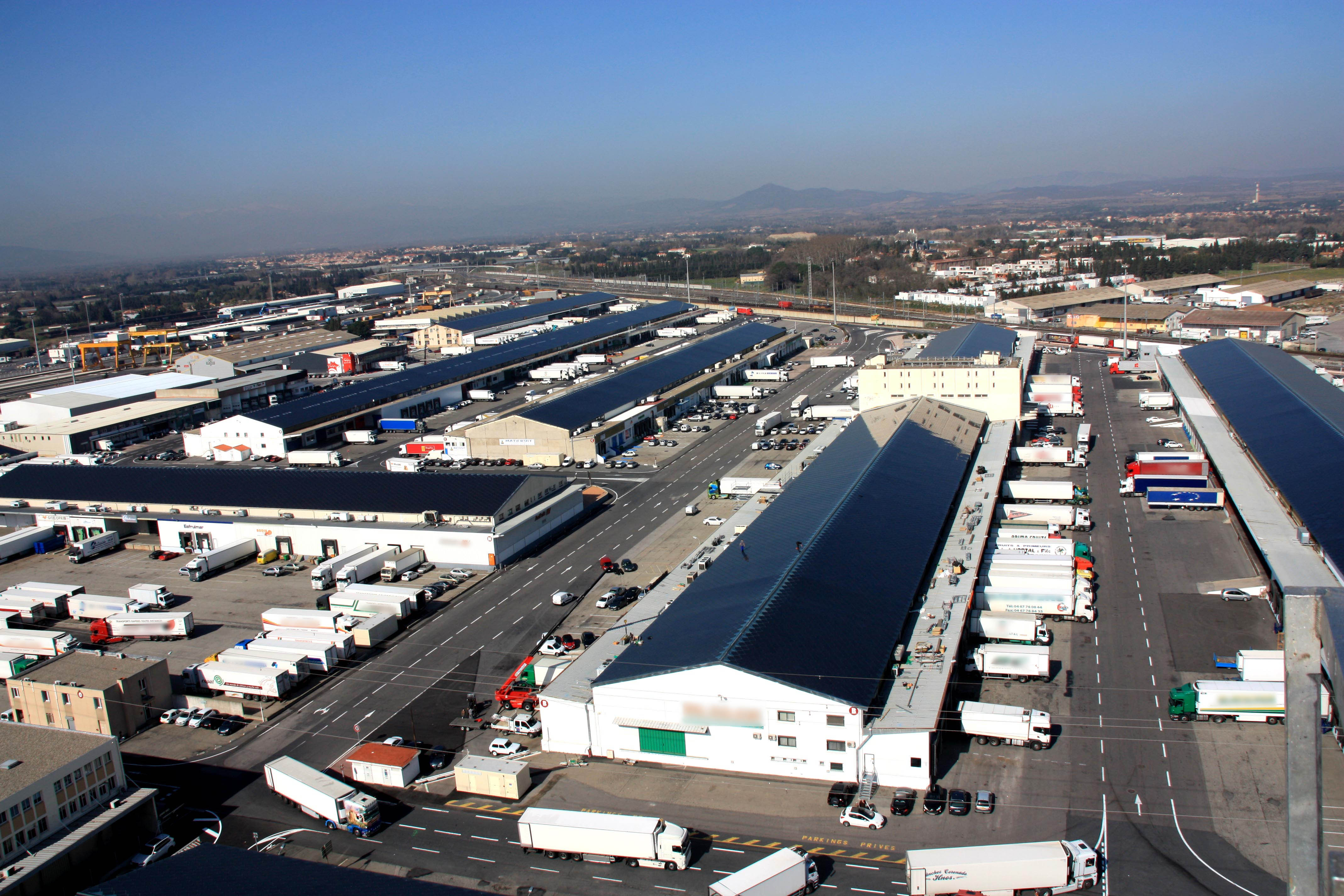
Vue aérienne de Saint-Charles International

Saint-Charles International est une plateforme européenne multimodale de transport située à Perpignan dans la région Occitanie.

## Historique
L'origine du nom Saint-Charles est due à l'installation de la plateforme sur un ancien Mas qui portait le nom de ce dernier.
En 1965, un regroupement des Importateurs pour améliorer leurs conditions de travail permet le lancement d’une étude pour la création du Syndicat National des Importateurs de Fruits et Légumes en provenance d’Espagne.
Il faut attendre 1968 pour la création, en partenariat avec la Chambre de Commerce et d’Industrie et la société ERZAE, de la Zone d'activité économique Saint-Charles. En 1970, sur l'initiative des professionnels du négoce d’importation, le Marché International Saint-Charles (MISC) est créé. En 1984, la zone se dote d'une gare, la gare de Saint-Charles.
En 1987, on compte un flux journalier de 2 500 camions transitant par Saint-Charles. C'est la même année que fut mis en service le centre routier d’une superficie de 3,2 hectares avec une capacité de 200 places. 
Dix ans plus tard, en 1997, le rapport Daubresse permet la reconnaissance de la vocation européenne de la plateforme et l'attribution d'un Label qui a permis à Saint-Charles de bénéficier, dans le cadre de sa politique d’équipement en froid et climatisation, de subventions Européennes (INTERREG et OBJECTIF2).
En 2001, le Syndicat National des Importateurs/Exportateurs de Fruits et Légumes a engagé une démarche qualité sous référentiel international (méthode HACCP). La Démarche Qualité Saint-Charles bénéficie d'un partenariat avec la CCRRF, concrétisée par la signature d'une convention. 
L'année suivante, en 2002, Saint-Charles est le point de contrôle unique en Europe, permettant d’obtenir en temps réel la connaissance des flux à l’import et à l’export.
Le Marché International Saint-Charles devient, en 2003, Saint-Charles International afin d’intégrer l’ensemble des importateurs/exportateurs de fruits et légumes et les transporteurs et logisticiens. C'est cette année qu'eut lieu la création du Syndicat Mixte MP², la Plateforme Multimodale Pyrénées Méditerranée qui fédère les 6 sites logistiques du département des Pyrénées-Orientales.
En 2006, Saint-Charles obtient le label International au titre des pôles de compétitivité, dans le cadre de la mise en place d’une plateforme de sécurité agroalimentaire.
En 2007, est créé le 1er groupement de PME à l’export au titre des filières Fruits & légumes, Transport et Logistique. « Saint-Charles Export » organise des missions exploratoires dans les pays d’Europe Centrale et de l’Est, mais également la réception d’acheteurs au sein même des entreprises adhérentes
C'est en 2010 qu'a lieu la création d’une plateforme collaborative privée. L’ensemble de ces applications donne accès à des informations sécurisées, au sen d’une Communauté Électronique Privée (Tonnages, Cotations, Démarche Qualité, Télédéclarations Import & Export, Statistiques, Traçabilité, Visioconférence, Partage de Documents, etc.). Le Chantier de Transport Combiné double sa capacité permettant de remplir un train complet (750 m linéaires) avec une perspective de transport de 2 millions de tonnes par an.
En 2011, l'infrastructure se dote de la plus importante centrale solaire photovoltaïque du monde intégrée aux bâtiments.

## Une situation géographique exceptionnelle

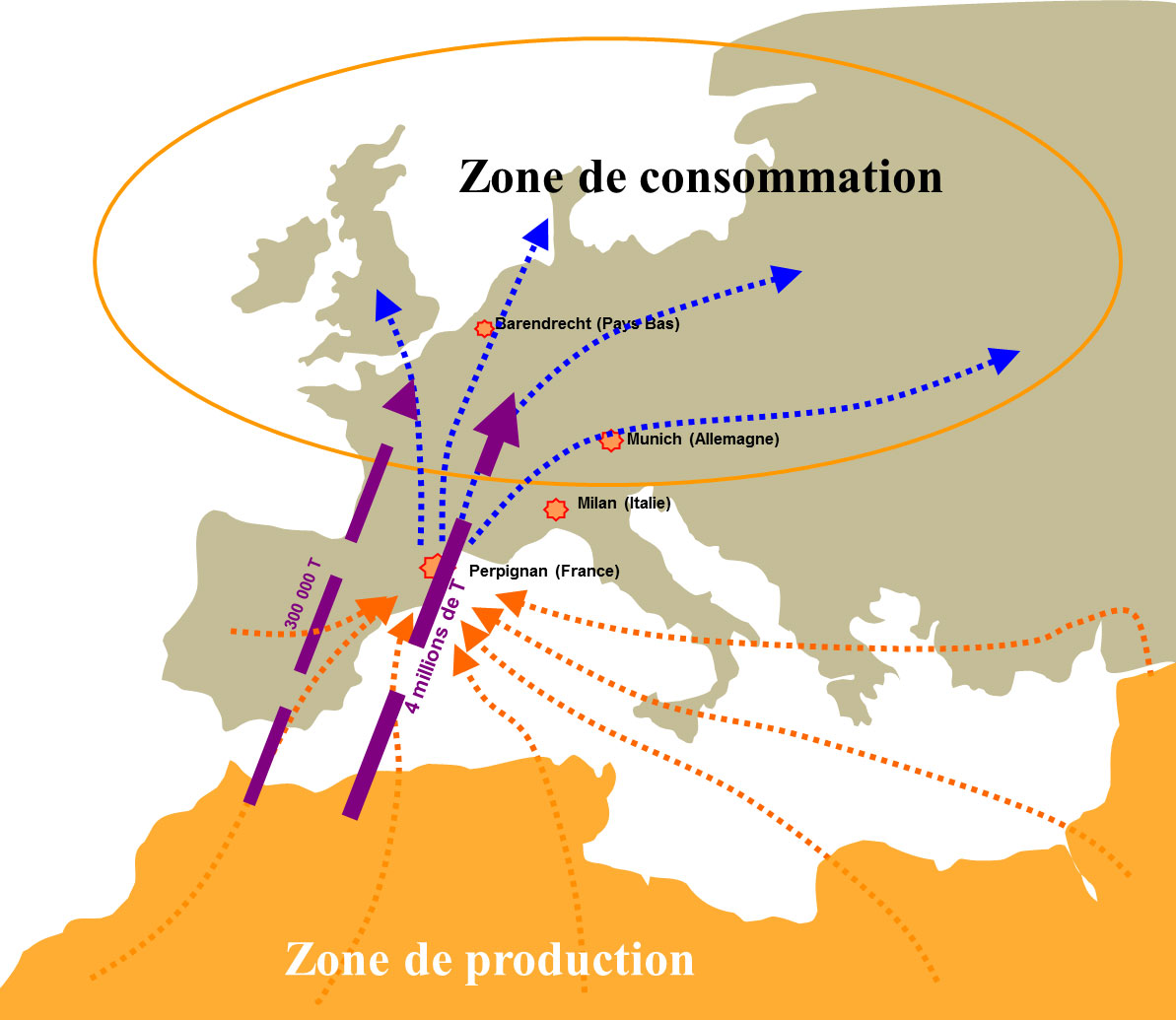
Zone de production et de consommation des Fruits et Légumes

### Axe aérien
À cinq minutes du centre-ville de Perpignan, un aéroport aux dimensions internationales, doté d’un centre de fret parfaitement adapté aux exigences de la logistique des fruits et légumes.

### Axe routier
Le Roussillon, et en particulier l'autoroute A9 via le Perthus est un passage naturel par route des fruits et légumes espagnols et d'Afrique du Nord vers l’Europe. L’A9 fait partie de la route européenne 15, reliant le nord du Royaume-Uni au sud de l’Espagne, et constituant un axe majeur pour le transport de marchandises.

### Axe ferroviaire
Le terminal ferroviaire Perpignan Saint-Charles, contiguë à Saint-Charles, dessert par trains rapides les grands marchés nationaux et européens. Il réalise 92 % du trafic des fruits et légumes traités à l’échelon national.

### Axe maritime
À 25 km de Perpignan, Port-Vendres, le port français le plus proche de l’Afrique, est dédié aux fruits, en particulier en provenance d’'Afrique de l'Ouest et du Maghreb.

## Les chiffres clés
- 1 620 000 tonnes de fruits et légumes commercialisés en moyenne chaque année
- Soit de 5 000 à 10 000 tonnes par jour de fruits et légumes transitant sur le site
- Plus de 2 500 véhicules lourds par jour en période de campagne
- 200 000 m² d’entrepôts ou de surfaces couvertes climatisées
- 150 entreprises sur le site employant 2 000 salariés
- De 2 000 à 5 000 personnes présentes sur le site chaque jour.
- 1,8 milliard de chiffre d’affaires

## Saint-Charles aujourd’hui

### Le principe d’éclatement
Saint-Charles International est un centre d’éclatement, c'est-à-dire un emplacement où des marchandises sont importées (pays tiers) ou introduites (U.E) pour être envoyées en France ou à l'étranger, la marchandise n'étant pas destinée à la consommation locale.  
La plateforme perpignanaise joue un rôle de contrôle qualité à l'arrivée, de commercialisation de la marchandise, et de groupage de la marchandise qui entre et sort dans les 24 à 48 heures. 
Saint-Charles International à Perpignan est avec Munich et Milan l’un des trois centres européens d’éclatement de fruits et légumes. Aujourd’hui, Saint-Charles International est le premier centre d’éclatement de fruits frais en Europe.

### Le tonnage
Son tonnage se répartit de la façon suivante :
- 971 000 tonnes de fruits et légumes en provenance d’Espagne.
- 412 000 tonnes de fruits et légumes en provenance du Maroc.
- 104 000 tonnes d'origines diverses : Chypre, Italie, Afrique du Sud, Nouvelle-Zélande, Australie, Turquie, Argentine, Portugal, Côte d'Ivoire, Hollande, Guinée, Belgique, R.F.A., Tunisie, Chili, Iles Canaries, Brésil...
- 133 000 tonnes de production française (essentiellement provenant du Roussillon).
- Il convient d’ajouter à ce tonnage global, traité par Saint-Charles International, 180 000 tonnes de fruits et légumes en provenance de la côte occidentale d’Afrique et manutentionnées sur le terminal portuaire de Port-Vendres.

Il est nécessaire de rappeler que sur l’ensemble des fruits et légumes consommés sur le territoire national français la moitié est introduite de l’union européenne et/ou importée des pays tiers.
Cette diversité des approvisionnements a permis, depuis 40 ans, à Saint-Charles International d’avoir un rayonnement international.

### La qualité
Au-delà de la responsabilité du producteur-expéditeur en origine, chaque élément de la filière de commercialisation a l’obligation dans son entrepôt de s’assurer, par sondage, de la conformité des produits réceptionnés aux normes communautaires et nationales en matière normative et sanitaire.
L’ensemble des procédures d’autocontrôle en matière normative, sanitaire et d’hygiène des denrées alimentaires et la mise en place d’un logo « Démarche Qualité » ont été conjointement définies et validées par convention avec la Direction Générale de la Consommation, de la Concurrence et la Répression des Fraudes (DGCCRF). Les contrôleurs de chaque entreprise signataire ont suivi une formation initiale, complétée chaque année par une formation continue.
Afin d’obtenir une reconnaissance aux niveaux national et international cette démarche a été conçue conformément aux préconisations de la méthode HACCP (Hazard Analysis Critical Control Point), qui fait référence dans le secteur agroalimentaire. Enfin, et au-delà de la vigilance portée par les entreprises de Saint-Charles, des garanties sont données par les producteurs-expéditeurs via les contrôles plein champ et station de conditionnement.

### L’approvisionnement
La diversification de ses sources d’approvisionnement est le facteur déterminant pour la pérennité de Saint-Charles International qui traite, entre autres, une partie de la production locale, et près de la moitié des flux de fruits et légumes frais en provenance de la Méditerranée.
Dans l’esprit même de la progression du site désirée par les professionnels, les décideurs économiques et la classe politique locale n’hésitent pas à s’investir dans cette démarche de diversification : les études de marché se multiplient et de nouveaux projets se concrétisent. Saint-Charles s’est ouvert aux produits en provenance de plus de trente pays du monde entier et Port-Vendres est le chaînon maritime qui les relie étroitement à Saint-Charles.

### La communauté Électronique privée
Saint Charles International a créé et mis en place une base de données qui permet aux opérateurs de Saint-Charles d'avoir la connaissance en temps réel du tonnage et l’heure d’arrivée des camions afin d'optimiser le traitement logistique des produits, via la Démarche Qualité de Saint-Charles International qui est exonératoire des contrôles systématiques à l'export. Les adhérents du Syndicat National des Importateurs/Exportateurs de Fruits et Légumes peuvent faire valider leur marchandise par la DGGCCRF via un document électronique qui permet de fluidifier le transport des denrées périssables que sont les fruits et légumes. Cette communauté permet également aux adhérents de prendre connaissance des cotations journalières de Saint-Charles International et des MIN (Marchés d'Intérêt Nationaux).

### Un site inscrit dans le développement durable

#### ANDES
Association Nationale Épiceries Solidaires parrainée par Jérôme BONALDI. Cette association à trois objectifs :
	Stratégique : Valoriser les fruits et légumes invendus sur l’ensemble du département avec la production locale.
	D’insertion : Favoriser le retour sur le marché du travail de personnes en situation d’exclusion
	De solidarité : Livrer ces Fruits et Légumes aux structures d’aide alimentaire du Département ou de la Région.

#### Photovoltaïque
Saint Charles International possède la plus grande centrale solaire intégrée au bâtiment au monde avec 68 000m² de toitures composées de 97 000 tuiles photovoltaïques qui produisent 11 GWh par an (au maximum 8,8 MW crête).
Cette dernière a été inaugurée le 13 octobre 2011 par Nathalie Kosciusko-Morizet, Ministre de l’Ecologie, du Développement Durable, du Transport et du Logement.

#### Le groupage journalier
Par la possibilité de groupage journalier, Saint-Charles International offre aux grossistes, producteurs, importateurs un avantage indéniable au niveau de l’acheminement des denrées comestibles et particulièrement périssables… Ce système de groupage permet de réceptionner un semi-remorque de produits très périssables, l’éclater en palettes puis de vendre ces palettes en un temps record afin de garantir la fraîcheur des produits.

#### La force de vente
Dotée de plus de 500 vendeurs, la force de vente de la plateforme Saint-Charles International est un atout majeur pour la commercialisation des fruits et légumes.
Un centre de formation à l’intérieur du site (CFL : Centre de Fruits et Légumes) permet de former les vendeurs au plus près du terrain.

#### L’agriculture locale
La complémentarité entre les produits importés et la production locale s'est imposée au fil du temps : la fonction de la commercialisation des produits issus des coopératives des producteurs du département est considérée au moins aussi importante que la fonction d’importation.
Les rapports avec les opérateurs de Saint-Charles évoluent et des politiques de partenariat s’instaurent. Certaines coopératives ou sociétés d’expédition sont présentes directement sur le site : des producteurs se sont organisés en créant une marque qu’ils travaillent en partenariat avec les importateurs de Saint-Charles.

### L’organisation

#### Un site privé et autonome
Issu de volontés et d’initiatives privées, construit sans la moindre aide des pouvoirs publics. « Les propriétaires du site » sont liés par le caractère totalement privé de cette réalisation qui, administrée par du personnel ressortissant du droit commun, n’a reçu aucun crédit de l’État ou des collectivités locales pour se développer jusqu'à l'aube des années 2000.

#### Au cœur d'une plateforme multimodale à vocation européenne

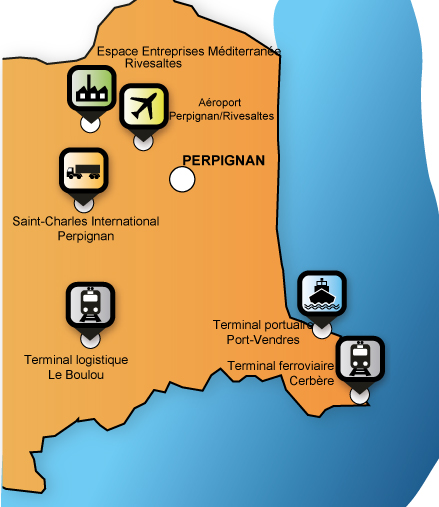
Une carte de la plateforme MP²

Saint-Charles International est au cœur de la plate-forme multimodale « Pyrénées-Méditerranée ». Grâce à sa position géographique et à ses six sites, accueillant 800 entreprises et totalisant plus de 8 000 emplois, la plate-forme multimodale « Pyrénées-Méditerranée » est l’une des grandes places de logistique en Europe.
Cette plate-forme fait partie des 10 plates-formes multimodales à vocation européenne en France. Son existence et ses développements sont le résultat d’une forte mobilisation des entreprises, des institutions locales et de l’État français.
Avec 10 000 000 tonnes de marchandises qui transitent annuellement, la plateforme assure leur regroupement et leur éclatement en combinant les 4 modes de transport des marchandises : le rail, la route, la mer et l’air.